# ウェスト・ピッカー
ウェスト・ピッカー（英語: Waste Picker）または英語の発音に近づけてウェイスト・ピッカーは、発展途上国において廃棄物の最終処分場などで有価物を収集する者。日本語では「ウェストピッカー」、「ウエスト・ピッカー」、「ウエストピッカー」とも表記されるが、西の意味と混同されやすく使われなくなっている。
スカベンジャーとも呼ばれていたが、差別用語に当たるとして言い換えられるケースも増えている。

## 概要

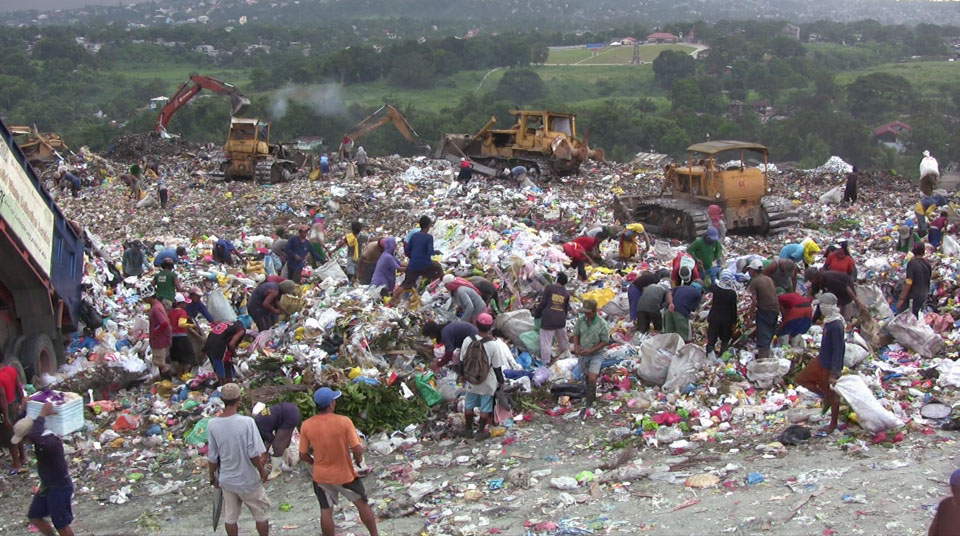
パヤタス・ダンプサイトにおけるウェスト・ピッカーの労働

よく知られている形態は、フィリピンのスモーキー・マウンテン（既に閉鎖）のような最終処分場の上で、そこから有価物を拾って生計を立てている者である。発展途上国でも、都市部では公共収集が行われるケースが多くなっている。しかし、それ以外の地域では廃棄物は直接埋め立てられることが一般的で、依然として簡易な野面積みのオープンダンピング（Open dumping、投棄積み上げ:詳細は最終処分場#歴史の項を参照のこと）が一般的である。このため、廃棄物の中に金属類や古紙などの有価物も相当数含まれており、特段の技術や経験を用いずに有価物を回収・売却し、僅かながらの利益を得ることが可能である。このため、貧困層や地方出身者、若年者などがウェスト・ピッカーを生業とするケースが多い。
このほかタイなどでは、各家庭を三輪車で訪問して有料で有価物を買い取るサレーンと呼ばれるウェスト・ピッカーの人々もいる。現代ではピックアップ・トラックなどを所有する者もいるが、大都市のサレーンの多くは地方から出てきた貧困層の農民である。
なお、先進国では同様の有価物の価格のみをシグナルとする市場構造は成り立ちにくいものとなっており、特に1990年代以降は行政費用または排出者負担のもとで生産者側が回収・再生することを原則とする拡大生産者責任のルールのもとで資源回収が行われるようになった。

## 規制と保護
ウェスト・ピッカーの作業風景は、しばしば貧困国を代表する光景として取り沙汰されることも多いため、フィリピンのスモーキー・マウンテンの閉鎖（1995年11月）のように行政機関から一方的な規制を受けることもある。その一方、貧困対策やリサイクル産業の育成などを目的として、パヤタス・ダンプサイトのように最低就業年齢や通勤（処分場への居住禁止）条件を加えるなど労働環境の整備を行ったり、アルゼンチンのブエノスアイレスのように積極的に廃棄物管理の一部に参画させる動きもある。